# Fenriz Presents... The Best of Old-School Black Metal
Fenriz Presents… The Best of Old-School Black Metal è un album compilation compilato dal batterista dei Darkthrone Fenriz e pubblicato nel 2004 su etichetta Peaceville Records. Il disco include vari gruppi musicali ritenuti molto influenti per la nascita e lo sviluppo del genere black metal; Nattefrost e Aura Noir sono le uniche band recenti inserite nella raccolta. Originariamente Fenriz avrebbe voluto includere anche i Possessed, ma Larry LaLonde non diede l'autorizzazione.

## Tracce
1. Blasphemy – Winds of the Black Gods - 1:21
2. Sarcófago – Satanic Lust - 3:08
3. Celtic Frost – Dawn of Megiddo - 5:44
4. Nattefrost – Sluts of Hell - 3:10
5. Mercyful Fate – Evil - 4:46
6. Sodom – Burst Command ’Til War - 3:22
7. Tormentor – Elizabeth Bathory - 5:19
8. Aura Noir – Blood Unity - 4:49
9. Destruction – Curse the Gods - 5:59
10. Samael – Into the Pentagram - 6:47
11. Bulldozer – Whisky Time - 4:11
12. Mayhem – Freezing Moon - 6:14
13. Hellhammer – The Third of the Storms - 2:55
14. Burzum – Ea, Lord of the Deeps[2] - 4:51
15. Venom – Warhead - 3:38
16. Bathory – Dies Irae - 5:14